# Michail Michajlovič Pleškov
Michail Michajlovič Pleškov (in russo Михаил Михайлович Плешков?; Nikolaevskaja, 13 novembre 1856 – Harbin, 21 maggio 1927) è stato un generale russo.

## Biografia

### I primi anni
Membro di una famiglia originaria del governatorato di Mogilëv, Pleškov era un cosacco della Siberia. Nacque nel villaggio di Nikolaevskaja il 13 novembre 1856. Intraprese la carriera militare e si diplomò al ginnasio militare di Voronež nel 1874, frequentando poi la scuola militare di Pavlovsk e la scuola di cavalleria Nikolaev. Dopo essersi laureato nel 1876, proseguì la propria carriera nell'esercito imperiale russo.
Pleškov ottenne un diploma all'accademia militare di Nikolaev per lo staff militare nel 1884.
Il 6 marzo 1894, venne nominato capo dello staff della 1ª divisione dei cosacchi del Don. Il 3 marzo 1898 ottenne il comando del 29º reggimento dei dragoni di Odessa ed il 25 gennaio 1902 divenne ufficiale comandante della 2ª brigata della 2ª divisione di cavalleria. Il 15 giugno 1907 prese il comando della 7ª divisione di cavalleria. L'11 maggio 1912 divenne comandante del I corpo d'armata siberiano, composto dalla 1ª e dalla 2ª divisione fucilieri di Siberia.

### La prima guerra mondiale
Pleškov era ancora al comando del I corpo d'armata siberiano quando l'Impero russo entrò nella prima guerra mondiale il 1º agosto 1914, e combatté quasi tutta la guerra con questo corpo, distinguendosi come buon comandante. All'inizio del conflitto, le sue truppe venivano spesso gettate nella mischia del combattimento senza il supporto dell'artiglieria come da tradizione, e spesso si distinsero salvando molti altri soldati russi come nel caso del combattimento di Piaseczno. Lo stesso Pleškov ottenne una spada d'oro al coraggio per le battaglie combattute nei pressi di Riga nel 1914. Combatté anche a Łódź e a Przasnysz.
Con la ritirata strategica dei russi tra luglio e settembre del 1915, il I corpo di fucilieri siberiani combatté presso il Narew nel luglio del 1915, venendo sonoramente sconfitto dalla XII armata tedesca. Nel marzo del 1916, Pleškov guidò la II armata russa durante il tentativo dell'offensiva del lago Narač, combattendo poi anche nella regione di Pinsk.

### La rivoluzione e la guerra civile russa

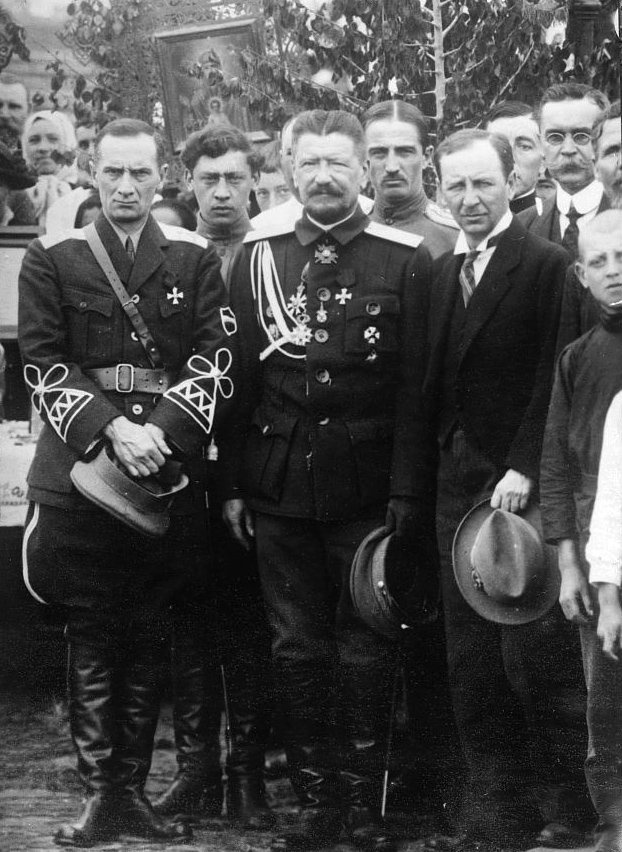
Pleshkov (al centro) con l'ammiraglio Aleksandr Kolčak (a sinistra) e il dottor Pavel Popov (a destra) nel 1918

Nella rivoluzione di febbraio del marzo del 1917, lo zar Nicola II di Russia venne detronizzato e al suo posto venne formato un governo provvisorio che proclamò la repubblica. Pleškov rimase impiegato nell'esercito, ma a metà del 1917 venne rimosso dal suo comando. Il 3 luglio 1917, anche per cause di salute, venne trasferito in riserva nel quartier generale di Minsk.
Quando i Bolscevichi destituirono il governo provvisorio russo con la rivoluzione di ottobre il 7 novembre 1917, scoppiò la guerra civile russa. Pleškov appoggiò il movimento anti-bolscevico dei Bianchi e riprese servizio attivo nel loro esercito. Nel 1918 divenne comandante delle truppe bianche dell'estremo oriente ed il 23-24 agosto 1918 guidò le sue forze nel tentativo di un colpo di stato armato a Vladivostok.

### Gli ultimi anni
Dopo la vittoria dei bolscevichi nella guerra civile russa, Pleshkov emigrò in Cina. Si insediò ad Harbin, dove lavorò alla gestione della ferrovia orientale e nel 1922 divenne membro della società degli ufficiali di guardia dell'estremo oriente.
Ancora nel 1923, Pleškov costituì un distaccamento composto da ufficiali dell'ex esercito dei bianchi sotto la guida del generalissimo cinese Zhang Zuolin. Circa 300 furono gli uomini che inizialmente risposero alla sua chiamata alle armi. Questa formazione fu la base nel 1924 della creazione della 2ª brigata russa separatista sotto la guida del generale cinese Zhang Zongchang.
Pleškov morì ad Harbin il 21 maggio 1927.